# Museo de la Novela de la Eterna
Museo de la Novela de la Eterna es una novela experimental del escritor argentino Macedonio Fernández. Fue publicada póstumamente por el Centro Editor de América Latina en 1967 y es descrita como la obra maestra del autor.
Macedonio empezó a escribir la novela en 1925, y continuó trabajando en ella por el resto de su vida. La misma fue entonces publicada de manera póstuma en 1967, 15 años después de su muerte.
El libro ha sido descrito como una «antinovela». Se encuentra escrita en un estilo no lineal, como una secuencia de divertimentos, discusiones y autorreflexiones a diferentes niveles. Cuenta, además, con más de cincuenta prólogos previos al «texto» principal de la «historia».